# كلود دي بواسيير
كلود دي بواسيير (1875 – 2 يناير 1930) هو مبارز بالسيف فرنسي راحل، مثّل بلاده في الألعاب الأولمبية الصيفية 1900.

## روابط خارجية
كلود دي بواسيير على موقع أوليمبيديا (الإنجليزية)